# توافقية (فلسفة)
التوافقية هو الاعتقاد بأن حرية الإرادة والحتمية متوافقتان بشكل متبادل وأنه من الممكن الايمان بكلاهما دون أن يكونا مفهومين متناسقين منطقيا. يؤمن التوافق أن الحرية من الممكن أن تكون حاضره أو غائبه في الحالات لأسباب لا علاقة لها بالغيبية.هم يعرفون الإرادة الحرة كحرية أن يتصرف وفقًا لدافع واحده دون وجود عوائق من أفراد أو مؤسسات آخرى.
فعلى سبيل المثال، تصدر المحاكم أحكاما، بدون النظر إلى الميتافيزيقا، حول ما إذا كان الفرد يتصرف بإرادته الحرة في ظروف محدده. وبشكل مشابه، فإن الحرية السياسية مفهوم غير ميتافيزيقي. وتصريحات الحرية السياسية، مثل قانون الحقوق في الولايات المتحدة، حيث تفترض الحرية الأخلاقيه: أن للفرد حق أكبر في اختيار مايفعله أكثر مما لديه الآن.

## التاريخ
تم تأييد نظرية التوافقية من قبل الرواقيين القدماء وعلماء القرون الوسطى (مثل توما الأكويني)، وفلاسفة التنوير (مثل ديفيد هيوم وتوماس هوبز). وبشكل أكثر تحديدًا، رفض المدرّسون، بما في ذلك توما الأكويني، ما يمكن أن يُطلق عليه الآن «عدم التوافق» - فهم يؤمنون أن بإمكان البشر فعل ما لم يفعلوه، وإلا فإن مفهوم الخطيئة لا معنى له. أما عن اليسوعيين، فكان اهتمامهم هو التوفيق بين ادعاء معرفة الله المسبقة حول من سينقذهم بالوكالة الأخلاقية. تم صياغة مصطلح التوافقية في وقت متأخر من القرن العشرين.

## تعريف حرية الإرادة

آرثر شوبنهاور

وغالباً ما يعطي المؤلفون مثالاً على «الإرادة الحرة» باعتباره مثالاً يتمتع فيه العامل بحرية التصرف وفقاً لدوافعه الخاصة. وهذا يعني أن الوكيل لم يكن مُكرهًا أو مُقيَّدًا. قال آرثر شوبنهاور الشهير، «الرجل يستطيع أن يفعل ما يشاء، لكنه لا يستطيع أن يفعل ما يشاء».
وبعبارة أخرى، على الرغم من أن العامل قد يكون في كثير من الأحيان حراً في التصرف وفقاً لدافع، فإن طبيعة هذا الدافع تكون محددة. لاحظ أيضًا أن هذا التعريف للإرادة الحرة لا يعتمد على حقيقة أو زيف الحتمية السببية. هذا الرأي يجعل أيضا الإرادة الحرة قريبة من الحكم الذاتي، والقدرة على العيش وفقا لقواعد المرء، بدلا من تقديمه إلى الهيمنة الخارجية.
بعض التوافقية سوف تحمل الحتمية السببية (كل التأثيرات لها أسباب) والحتمية المنطقية (المستقبل قد تم تحديدها بالفعل) لتكون صحيحة. وهكذا فإن التصريحات المتعلقة بالمستقبل (على سبيل المثال، «ستمطر غدا») إما صحيحة أو خاطئة عند التحدث بها اليوم. هذه الإرادة الحرة التوافقية لا ينبغي أن تُفهم على أنها نوع من القدرة على الاختيار بشكل مختلف في وضع مماثل. يمكن أن يعتقد أحد المتعاونين أن الشخص يمكن أن يختار بين العديد من الخيارات، ولكن الخيار يتم تحديده دائمًا بعوامل خارجية. إذا قال المتشاهد «يمكنني أن أزور غداً، أو لا أستطيع»، فهو يقول إنه لا يعرف ماذا سيختار - إذا اختار أن يتابع الحافز اللا واعي للذهاب أم لا.

## الانتقاد
غالباً ما يركز منتقدو التوافقية على تعريف حرية الإرادة: قد يتفق القائمون على عدم التوافق على أن المتنافسين يظهرون شيئًا متوافقًا مع الحتمية، لكنهم يعتقدون أنه لا ينبغي أن يسمى شيء ما «الإرادة الحرة». قد يقبل اللاواطلون «حرية التصرف» كمعيار ضروري للإرادة الحرة، ولكنهم يشكون في أنها كافية. وهم في الأساس يطلبون المزيد من «الإرادة الحرة». يعتقد المتعطلون أن الإرادة الحرة تشير إلى إمكانات بديلة حقيقية (على سبيل المثال، مطلق، نهائي) للمعتقدات، الرغبات، أو الأفعال، بدلاً من الاحتمالات العكسية.
تسمى أحياناً التوافقية بالحتمية الطرية بشكل كبير واتهمهم جيمس بخلق «مستنقع من التهرب» بسرقة اسم الحرية لإخفاء الحتمية الكامنة. وصفه إيمانويل كانط بأنه «حيلة بائسة» و «كلمة شعوذة». تتحول حجة كانط إلى الرأي القائل بأنه على الرغم من أن جميع الظواهر التجريبية يجب أن تنجم عن تحديد الأسباب، إلا أن الفكر الإنساني يقدم شيئًا يبدو أنه غير موجود في مكان آخر في الطبيعة - القدرة على تصور العالم من حيث الكيفية التي ينبغي أن تكون عليه، أو كيف يمكن أن يحدث خلاف ذلك. فإن التفكير الذاتي يختلف بالضرورة عن كيفية تجريب العالم. نظرًا لقدرته على التمييز هو من الواجب، يجب أن يكون التفكير «تلقائياً» قد نشأ أحداثًا جديدة دون أن يتم تحديده من خلال ما هو موجود بالفعل. على هذا الأساس، يجادل كانط ضد نسخة من التوافقية، على سبيل المثال، يتم فهم تصرفات المجرم على أنها مزيج من قوى محددة وحرية الاختيار، والتي يعتبرها كانط أنها تسيء استخدام كلمة «حر». يقترح كانط أن تناول النظرة التوافقية ينطوي على إنكار القدرة الذاتية المميزة على إعادة التفكير في مسار العمل المقصود من حيث ما يجب أن يحدث. يشرح تيد هونديريتش وجهة نظره بأن خطأ التوافقية يؤكد أنه لا شيء يتغير كنتيجة للحتمية، عندما نفقد بوضوح الأمل في الحياة.

## اقرأ أيضاً
- حرية الإرادة
- الحتمية